# Eulepidotis quadrilinea
Eulepidotis quadrilinea är en fjärilsart som beskrevs av William James Kaye 1907. Eulepidotis quadrilinea ingår i släktet Eulepidotis och familjen nattflyn. Inga underarter finns listade i Catalogue of Life.